# Invincible (Zeichentrickserie)
Invincible ist eine US-amerikanische Zeichentrickserie, die auf den gleichnamigen Comics von Robert Kirkman basiert. Die Serie wurde am 26. März 2021 ins Programm von Prime Video aufgenommen und kurz danach eine zweite und dritte Staffel bestellt. Im Juli 2024 bestellte Amazon offiziell eine vierte Staffel.

## Inhalt
Mark Grayson ist ein normaler Teenager, abgesehen von der Tatsache, dass sein Vater Nolan der mächtigste Superheld der Welt ist. Kurz nach seinem siebzehnten Geburtstag beginnt Mark, seine eigenen Kräfte zu entwickeln und sein neues Superhelden-Dasein kennenzulernen.

## Produktion
Am 19. Juni 2018 wurde bekannt gegeben, dass Amazon dem Projekt einen Serienauftrag für eine erste Staffel mit acht Folgen erteilt hatte. Simon Racioppa fungiert als Showrunner für die Serie, basierend auf dem gleichnamigen Comic von Robert Kirkman, und fungiert neben Kirkman, David Alpert und Catherine Winder auch als ausführender Produzent. Zu den an der Serie beteiligten Produktionsfirmen gehört Skybound.
Im Januar 2019 schlossen sich Steven Yeun, J. K. Simmons, Sandra Oh, Mark Hamill, Seth Rogen, Gillian Jacobs, Andrew Rannells, Zazie Beetz, Walton Goggins, Jason Mantzoukas, Mae Whitman, Chris Diamantopoulos, Malese Jow, Kevin Michael Richardson, Gray Griffin und Max Burkholder der Besetzung der Serie an. Zufälligerweise arbeitet Rogen als Co-Regisseur, Autor und Produzent an einer Live-Action-Verfilmung des Comics, die von der Zeichentrickserie getrennt ist.

## Synchronisation
Die deutschsprachige Synchronisation entsteht nach Dialogbüchern von Marcel Kurzidim und unter der Dialogregie von Patrick Baehr (Staffel 1) und Peter Baatz-Mechler (Staffel 2) bei der Arena Synchron in Berlin.
| Rolle                           | Originalsprecher                                          | Deutsche Sprecher                                              |
| ------------------------------- | --------------------------------------------------------- | -------------------------------------------------------------- |
| Mark Grayson / Invincible       | Steven Yeun                                               | Tobias Diakow                                                  |
| Debbie Grayson                  | Sandra Oh                                                 | Christin Marquitan                                             |
| Nolan Grayson / Omni-Man        | J. K. Simmons                                             | Thomas Nero Wolff                                              |
| Samantha Eve Wilkins / Atom Eve | Gillian Jacobs                                            | Giovanna Winterfeldt (Staffel 1) Victoria Frenz (ab Staffel 2) |
| Rex Sloan / Rex Splode          | Jason Mantzoukas                                          | Julian Tennstedt                                               |
| Darkwing                        | Lennie James                                              | Matti Klemm                                                    |
| Holly / War Woman               | Lauren Cohan                                              | Maria Koschny                                                  |
| Josef / Red Rush                | Michael Cudlitz                                           | Michael Iwannek                                                |
| Kate Cha / Dupli-Kate           | Malese Jow                                                | Friedel Morgenstern                                            |
| Damien Darkblood                | Clancy Brown                                              | Torsten Michaelis                                              |
| Kill Cannon                     | Fred Tatasciore                                           | Roman Kretschmer                                               |
| Amber Bennett                   | Zazie Beetz                                               | Katharina Schwarzmaier                                         |
| Immortal                        | Ross Marquand                                             | Peter Flechtner                                                |
| Matt                            | Max Burkholder                                            | Tom Ferenc                                                     |
| Agent Spider                    | Josh Keaton                                               | Jannik Endemann                                                |
| Allen                           | Seth Rogen                                                | Tobias Kluckert                                                |
| April                           | Calista Flockhart                                         | Daniela Hoffmann                                               |
| Aquarus                         | Ross Marquand                                             | Michael Pan                                                    |
| Art Rosenbaum                   | Mark Hamill                                               | Stefan Gossler                                                 |
| Black Samson                    | Khary Payton                                              | Tommy Morgenstern                                              |
| Cecil Stedman                   | Walton Goggins                                            | Erich Räuker                                                   |
| D.A. Sinclair                   | Ezra Miller (Staffel 1) Eric Bauza (ab Staffel 2)         | Tim Schwarzmaier                                               |
| Doc Seismic                     | Chris Diamantopoulos                                      | Stefan Krause                                                  |
| Donald Ferguson                 | Chris Diamantopoulos                                      | Gerrit Schmidt-Foß                                             |
| Eves Mutter                     | Grey Griffin                                              | Ilka Teichmüller                                               |
| Eves Vater                      | Fred Tatasciore                                           | Sven Brieger                                                   |
| Green Ghost                     | Sonequa Martin-Green                                      | Anja Stadlober                                                 |
| Isotope                         | Chris Diamantopoulos                                      | Jesco Wirthgen (Staffel 1–2) Rainer Fritzsche (Staffel 3)      |
| Black Samson                    | Khary Payton                                              | Tim Knauer                                                     |
| Mauler-Zwillinge                | Kevin Michael Richardson                                  | Tilo Schmitz                                                   |
| Rick Sheridan                   | Jonathan Groff (Staffel 1) Luke Macfarlane (ab Staffel 2) | Max Felder                                                     |
| Robot                           | Zachary Quinto                                            | Timmo Niesner                                                  |
| Rudy                            | Ross Marquand                                             | Julian Tennstedt                                               |
| Shrinking Rae                   | Grey Griffin                                              | Nicole Hannak                                                  |
| Steve                           | Jon Hamm                                                  | Wolfgang Wagner                                                |
| Titan                           | Mahershala Ali (Staffel 1) Todd Williams (Staffel 3)      | Sascha Rotermund                                               |

## Episodenliste

### Staffel 1
| Nr. (ges.) | Nr. (St.) | Deutscher Titel                    | Originaltitel                      | Erstveröffentlichung | Deutschsprachige Erstveröffentlichung (D/A/CH) | Regie          | Drehbuch        |
| --- | --------- | ---------------------------------- | ---------------------------------- | -------------------- | ---------------------------------------------- | -------------- | --------------- |
| 1 | 1         | Höchste Zeit                       | It’s About Time                    | 25. März 2021        | 26. März 2021                                  | Robert Valley  | Robert Kirkman  |
| Als die Mauler-Zwillinge, riesige, bösartige Wissenschaftler, das Weiße Haus angreifen, werden sie von den "Guardians Of The Globe" und Nolan Grayson/Omni-Man zurückgeschlagen. Nolans Sohn Mark, der darauf wartet, dass seine Kräfte zum Vorschein kommen, geht zur Schule und verteidigt seine Klassenkameradin Amber Bennett vor dem Tyrannen Todd. Nachdem Todd Mark besiegt hat, rettet Amber diesen und entwickelt Interesse an ihm. Später kommen Marks Kräfte zum Vorschein und er erzählt es seinen Eltern beim Abendessen. Während Nolan zunächst unsicher ist, beginnt er dennoch, Mark im Umgang mit ihnen zu schulen. Mark möchte jedoch betonen, wie ernst es ist, ein Superheld zu sein, und wird überrascht, als sein Vater ihn zu hart schlägt. Mark fühlt sich emotional und körperlich verletzt und lässt Dampf ab, indem er einen Raubüberfall in einem selbstgemachten Anzug stoppt. Nach einem persönlichen Gespräch mit seinem Sohn nimmt Nolan Mark mit zu einem Treffen mit dem Superhelden-Anzugschneider Art Rosenbaum, der für Mark einen richtigen Superhelden-Anzug anfertigt, nachdem er sich selbst "Invincible" genannt hat. Später überfällt Nolan die Wächter heimlich in ihrem Hauptquartier und tötet sie alle brutal, bevor er durch den Schaden, den er durch ihren Widerstand erlitten haben, bewusstlos wird. |           |                                    |                                    |                      |                                                |                |                 |
| 2 | 2         | Ganz schön optimistisch            | Here Goes Nothing                  | 25. März 2021        | 26. März 2021                                  | Paul Furminger | Simon Racioppa  |
| Die geheime Global Defense Agency (GDA) pflegt einen im Koma liegenden Nolan wieder gesund, schafft es jedoch nicht, die Guardians wiederzubeleben. Regisseur Cecil Stedman informiert Mark und seine Mutter Debbie. Als außerdimensionale Außerirdische namens Flaxans angreifen, hilft Mark dem Teen Team, sie zu bekämpfen. Als die Flaxaner schnell altern und sich zurückziehen, schlussfolgert Teen Team-Anführer Robot, dass dies an einem Zeitdilatationsunterschied zwischen der Dimension der Flaxaner und der Erde liegt. Als Mark Atom Eve als Klassenkameradin Samantha Eve Wilkins erkennt, teilen sie ihre geheimen Identitäten und werden Freunde. Die Flaxans kehren mit Anti-Aging-Technologie zurück, aber Mark und das Teen-Team zerstören sie und erzwingen einen weiteren Rückzug. Die Flaxaner kehren erneut zurück und haben beinahe Erfolg, bis ein genesener Nolan sie in ihre Dimension zurückzwingt, wo er als Vergeltung ihren Planeten verwüstet, bevor er zurückkehrt, als die Nachricht vom Tod der Wächter bekannt wird. Unterdessen liefert sich Mark ein Gefecht mit Allen, dem Außerirdischen, der für die Koalition der Planeten die Verteidigungsanlagen der Erde testen will. Mark nutzt eine Auszeit, um über Allens Mission zu reden und sich darüber zu informieren, und hilft Allen dabei, zu erkennen, dass er "Erde" mit einem anderen Planeten namens "Urath" verwechselt hat, und reist im Guten ab. Gleichzeitig untersucht der Dämonendetektiv Damien Darkblood den Tod der Wächter für Cecil und vermutet, dass der Mörder zu den Helden gehörte.                                                         |           |                                    |                                    |                      |                                                |                |                 |
| 3 | 3         | Wen nennst du hier hässlich?       | Who You Calling Ugly?              | 25. März 2021        | 26. März 2021                                  | Jeff Allen     | Chris Black     |
| Nach einer im Fernsehen übertragenen Beerdigung nehmen die Graysons mit ihren Lieben an der privaten Beerdigung der Guardians teil, wo Darkblood Nolan privat befragt und auf seinen Verdacht hinweist. Cecil beauftragt Robot mit der Zusammenstellung eines neuen Guardians-Kaders seiner Wahl, da er die Flaxan-Invasionen gut gemeistert hat. Deshalb fusioniert Robot das Teen-Team mit den erfahrenen Helden Monster Girl, Black Samson und Shrinking Rae. Eve gibt jedoch sofort auf, immer noch verärgert über ihren Teamkollegen und Ex-Freund Rex Splode, nachdem sie ihn dabei erwischt hat, wie er sie mit Teamkollegin Dupli-Kate betrügt. Mark holt sich Ambers Nummer und vereinbart einen "Lerntermin", der jedoch unterbrochen wird, als er Eve dabei hilft, Doc Seismic davon abzuhalten, Mount Rushmore anzugreifen. Dennoch wartet eine faszinierte Amber auf ihn. Als Rex versucht, sich bei Eve zu entschuldigen, weigert sie sich und sucht Mark auf, nur um ihn zusammen mit Amber zu entdecken. Obwohl sie traurig ist, erkennt sie sein Glück und geht leise. Mit der unsichtbaren Hilfe von Robot entkommen die Maulers aus ihrem GDA-Gefängnis, obwohl einer den anderen opfert. Als Darkblood Debbie befragt, stellt er fest, dass Nolan wenig mit ihr geteilt hat. Diese Begegnung macht sie misstrauisch gegenüber Nolan, der Darkbloods anhaltende Präsenz spürt. |           |                                    |                                    |                      |                                                |                |                 |
| 4 | 4         | Neil Armstrong, erblasse vor Neid! | Neil Armstrong, Eat Your Heart Out | 1. Apr. 2021         | 2. Apr. 2021                                   | Jeff Allen     | Chris Black     |
| Verärgert darüber, dass die GDA den ursprünglichen Mörder der Guardians noch nicht gefasst hat, beauftragt Olga, die Witwe von Red Rush, Debbie, ihr Haus zu verkaufen, damit sie nach Moskau zurückkehren kann. Cecil bittet Nolan, die erste Mission zum Mars zu beschützen, doch dieser weigert sich mit der Berufung auf seine Pflicht, die Erde zu beschützen, weshalb Mark sich freiwillig meldet. Trotz erfolgreicher Landung ermöglicht Marks Unaufmerksamkeit es den Marsianern, die Astronauten zu entführen. Der Marskaiser befiehlt ihre Hinrichtung, um zu verhindern, dass die parasitären Sequiden die Erde erreichen und das Universum zerstören. Mark evakuiert die Astronauten hastig, ohne zu wissen, dass ein Marsmensch heimlich einen von ihnen ersetzt hat, während der echte Astronaut von den Sequids besessen ist und eine Invasion des Mars startet. Als Nolan und Debbie in Rom Urlaub machen, um ihre Beziehung wiederzubeleben, gewinnt er ihr Vertrauen mit Halbwahrheiten manipulativ zurück. Cecil erkennt, dass Nolan der Mörder ist, kann aber nicht handeln, bis er dessen Motiv herausgefunden und einen Weg gefunden hat, ihn aufzuhalten. Da er weiß, dass er den Fall nicht fallen lassen wird, schickt Cecil Darkblood in die Hölle, ohne zu wissen, dass der Detektiv seinen Notizblock in Debbies Schrank versteckt hat. Während der überlebende Mauler beginnt, sich selbst zu klonen, überwacht Robot seine Fortschritte und Methoden, bevor er im Namen seines wahren Ichs, des deformierten Rudy Connors, eine DNA-Probe von Rex stiehlt.                                                                    |           |                                    |                                    |                      |                                                |                |                 |
| 5 | 5         | Das hat echt wehgetan              | That Actually Hurt                 | 8. Apr. 2021         | 9. Apr. 2021                                   | Jeff Allen     | Christine Lavaf |
| Nachdem Debbie Darkbloods Notizblock gefunden hat, kehren ihr anhaltender Verdacht zurück, was dazu führt, dass sie Nolans blutigen Superanzug findet, während er weg ist. Nachdem Samson seine Teamkollegen darüber belehrt hat, dass es ihnen aufgrund ihrer Machtkämpfe nicht gelungen ist, Zivilisten zu schützen, wendet sich Robot heimlich mit einem Jobangebot an die wiederhergestellten Mauler-Zwillinge. Unterdessen verspricht Mark, Amber als Entschädigung in einer Suppenküche zu helfen, in der sie ehrenamtlich arbeitet, da er sie während seiner Arbeit als Invincible vernachlässigt hat. Allerdings muss er auch dem übermächtigen Vollstrecker Titan helfen, seinen Boss Machine Head zu besiegen, der ihren Angriff vorhergesehen und mehrere Schurken für die Sicherheit angeheuert hat. Die Wächter kommen, um zu helfen, aber Mark, Monster Girl und Samson werden von Battle Beast geschlagen und schwer verwundet, was den Rest der Wächter dazu veranlasst, als Team zu agieren. Als ein Battle Beast sieht, wie die anderen Schurken schnell besiegt werden, geht es angewidert davon. Die GDA verhaftet Machine Head und Medevac Mark und die anderen, wodurch Titan die Organisation von Machine Head übernehmen kann. Eve engagiert sich ebenfalls ehrenamtlich an der Seite von Amber und braucht Anleitung, nachdem sie aufgehört hat, eine Superheldin zu sein. Sie geht jedoch, als Cecil sie wegen Marks Krankenhausaufenthalt anruft. An anderer Stelle untersuchen GDA-Wissenschaftler Marks Blutproben und stellen fest, dass seine Zellen gegenüber jedem tödlichen Test, den sie durchführen, unverwundbar sind. |           |                                    |                                    |                      |                                                |                |                 |
| 6 | 6         | Du siehst irgendwie tot aus        | You Look Kinda Dead                | 15. Apr. 2021        | 16. Apr. 2021                                  | Sarah Boyd     | Curtis Gwinn    |
| Demütig über seine einwöchige Genesung, versöhnt sich Mark mit Amber, bevor sie seinen besten Freund William zu einem Wochenendbesuch an der Upstate University begleiten, um seinen Schwarm Rick Sheridan zu sehen. Doch ein Cyborg-Experiment des verrückten Wissenschaftlers D.A. Sinclair entkommt der Haft und kämpft gegen Mark, bevor er sich selbst tötet. Während William Marks Identität erschließt, trennt sich Amber von Mark, weil dieser während des Amoklaufs des Cyborgs "abwesend" war, und er opfert die Versöhnung, um William und Rick vor Sinclair zu retten. Als er sieht, wie Rick sich in einen Cyborg verwandelt, helfen Williams Hilferufe Rick dabei, seine Veränderung zu überwinden und Mark dabei zu helfen, Sinclair zu besiegen. Nach Sinclairs Verhaftung interessiert sich Cecil für seine Technologie, die Marks Physiologie überfordert. Unterdessen untersucht Rosenbaum Nolans blutige Klage für Debbie und bestätigt, dass Nolan die Guardians getötet hat. Beide stimmen ängstlich zu, zu schweigen, aber die Enthüllung versetzt Debbie in eine betrunkene Depression. Nachdem er zuvor ihre Biologie studiert hat, sammelt Robot magische Zutaten, um Monster Girl zu heilen. Während die Maulers weiterhin einen Körper für Robot wachsen lassen, exhumieren sie auch den Leichnam des Unsterblichen mit der Absicht, ihn als ihre faszinierte Waffe gegen Robot wiederzubeleben. Gleichzeitig wird Eve von Amber inspiriert, das College zu schwänzen und ihre Kräfte direkt für humanitäre Zwecke einzusetzen.                                                                                                 |           |                                    |                                    |                      |                                                |                |                 |
| 7 | 7         | Wir müssen reden                   | We Need to Talk                    | 22. Apr. 2021        | 23. Apr. 2021                                  | Jeff Allen     | Simon Racioppa  |
| Nachdem Debbie zur GDA umgezogen ist, erklärt Cecil die Wahrheit, bevor die beiden Zeugen Nolan Cecils Stellvertreter Donald Ferguson und mehrere GDA-Agenten töten. Nachdem er ein neuronales Link-Upgrade hinzugefügt hat, schläft der "Rudy"-Klon seinen Vorfahren widerwillig ein. Nachdem er die Maulers bezahlt und verraten hat, macht sich der neue Rudy auf den Weg zu einer Vorladung der Wächter. Er erklärt sich dem Team, das von seinen Enthüllungen verblüfft ist, bevor er die Wahrheit über Omni-Man und das Schicksal seiner Vorgänger erfährt. Cecil spricht mit Nolan, bevor er Sinclairs "Reanimen" und einen modifizierten Kaiju einsetzt, um ihn zu töten. Unbeeindruckt davon, dass Mark seine Superheldenidentität preisgibt, nachdem er Wochen zuvor die Wahrheit herausgefunden hat, lässt Amber ihn fallen, da er ihr noch nie zuvor vertraut hat. Mark sucht Evas Weisheit, aber sie kritisiert sein egoistisches Verhalten. Als die beiden Nolans Kampf mit den Kaiju abfangen, befiehlt Cecil Eve, Mark zu verlassen und sich mit den Wächtern zu treffen. Als die Maulers den Unsterblichen wiederbeleben, fliegt er los, um gegen Nolan zu kämpfen und den Tod seines Teams zu rächen, während Mark den Kaiju knapp bezwingt. Nachrichtenhubschrauber filmen in einer weltweiten Live-Übertragung, wie Nolan den Unsterblichen tötet, bevor Nolan den verwirrten Mark um ein Gespräch bittet. |           |                                    |                                    |                      |                                                |                |                 |
| 8 | 8         | Wo ich wirklich herkomme           | Where I Really Come From           | 29. Apr. 2021        | 30. Apr. 2021                                  | Jeff Allen     | Robert Kirkman  |
| Nachdem er sich als Eindringling des Viltrum-Imperiums entlarvt hat, das die Erde erobern soll, gelingt es Nolan nicht, Mark davon zu überzeugen, sich ihm anzuschließen, und er überwältigt seinen Sohn, verwüstet Chicago und tötet Tausende. Obwohl Mark so geschlagen wurde, dass er dem Tode nahe war, bringt er Nolan dazu, sich an seine Liebe zu seiner Familie zu erinnern. Nolan kann dies nicht mit seinen Pflichten in Einklang bringen und verlässt unter Tränen die Erde. Die Guardians und Eve mobilisieren sich, um die Hilfsmaßnahmen in Chicago zu unterstützen, während die Welt von Nolans Verrat erfährt, während Cecil Debbie und Mark hilft, indem sie Nolans zivilen Tod vortäuscht. Eine untröstliche Debbie trinkt einen Drink mit einem ebenso untröstlichen Rosenbaum, während Mark und Amber ihre Beziehung nach seiner zweiwöchigen Genesung wieder aufleben lassen. Als Amber und William erfahren, dass auch Eve eine Superheldin ist, schickt Cecil Mark los, um einen sich nähernden Allen abzufangen und ihn über die jüngsten Ereignisse auf dem Laufenden zu halten. Allen warnt Mark, dass die Viltrumiten die Erde holen werden, da Nolan seinen Posten auf untypische Weise aufgegeben hat, aber er glaubt, dass Mark der Koalition helfen kann, die Expansion der Viltrumiten zu stoppen. Als Mark plant, die High School zu beenden, werden die Maulers verhaftet, während sich der Unsterbliche unter dem Schutz der GDA erholt. Bösewichte verschwören sich, um zurückzukehren, als Cecil Sinclair mit der Massenproduktion von Reanimen-Notfalltruppen beauftragt.                                             |           |                                    |                                    |                      |                                                |                |                 |
| Da die Episoden ab dem 26. März 2021 freitags um Mitternacht der US-Ostküste (UTC−5) veröffentlicht wurden, erhalten Zeitzonen weiter westlich die Episoden bereits am Vortag. |           |                                    |                                    |                      |                                                |                |                 |

### Special (2023)
| Nr. (ges.) | Nr. (St.) | Deutscher Titel          | Originaltitel        | Erstveröffentlichung | Deutschsprachige Erstveröffentlichung (D/A/CH) | Regie          | Drehbuch                       |
| --- | --------- | ------------------------ | -------------------- | -------------------- | ---------------------------------------------- | -------------- | ------------------------------ |
| 9 | 1         | Atom Eve Special Episode | Invincible: Atom Eve | 21. Juli 2023        | 21. Juli 2023                                  | Haylee Herrick | Helen Leigh und Robert Kirkman |
| Vor achtzehn Jahren widersetzt sich der Regierungswissenschaftler Dr. Elias Brandyworth seinem Vorgesetzten Steven Erickson und geht mit einer sterbenden schwangeren Frau namens Polly, die einen mächtigen Übermenschen zur Welt bringt. Brandyworth erfüllt Pollys Wünsche und tauscht ihr Kind mit dem verstorbenen Neugeborenen der Wilkins aus, damit sie als Samantha Eve Wilkins in einer normalen Familie aufwachsen kann. Als sie aufwuchs, erwies sich Eve als sehr kenntnisreich über Moleküle und wurde auf eine Schule für Gelehrte aufgenommen, sehnte sich jedoch nach einem normalen Leben. Nachdem sie ihre Transmutationsfähigkeiten entdeckt hat, wird sie wegen Nichtbestehens im Unterricht zurück auf eine öffentliche Schule versetzt. Als sie versucht, eine Heldin zu werden, trifft sie auf die obdachlose Brandyworth, die ihre Herkunft als Regierungsprojekt preisgibt und sie davor warnt, ihre Kräfte einzusetzen. Später kämpft sie gegen eine Gruppe missgebildeter Kinder, die die Regierung nach gescheiterten Versuchen, sie wiederherzustellen, gegründet hat. Nachdem die Kinder gestorben sind, nimmt Erickson Eve, Brandyworth und Polly gefangen, um daraus bessere Waffen herzustellen. Im folgenden Kampf tötet Erickson Brandyworth und Polly. Wütend überwindet Eve die mentale Barriere, die sie daran hinderte, lebendes Material umzuwandeln, und löscht Ericksons Erinnerungen. Sie kehrt nach Hause zurück und stellt fest, dass ihre Eltern verärgert darüber sind, dass sie nicht normal ist. |           |                          |                      |                      |                                                |                |                                |

### Staffel 2
Die zweite Staffel soll in 2 Teilen ausgestrahlt werden, die ersten 4 Folgen im November und die weiteren 4 Folgen ab dem 14. März 2024 wöchentlich. Am 22. Juli 2023 wurde zudem ein Special zur Vorgeschichte von Atom Eve veröffentlicht.
| Nr. (ges.) | Nr. (St.) | Deutscher Titel                                                  | Originaltitel                                     | Erstveröffentlichung | Deutschsprachige Erstveröffentlichung (D/A/CH) | Regie          | Drehbuch       |
| --- | --------- | ---------------------------------------------------------------- | ------------------------------------------------- | -------------------- | ---------------------------------------------- | -------------- | -------------- |
| 10 | 1         | Eine Lektion für dein nächstes Leben                             | A Lesson For Your Next Life                       | 3. Nov. 2023         | 3. Nov. 2023                                   | Sol Choi       | Simon Racioppa |
| Auf einer zerstörten alternativen Erde, auf der Mark sich auf die Seite von Nolan stellte, entkommt der Wissenschaftler Angstrom Levy durch ein mysteriöses Portal. Einen Monat nach Nolans Weggang kämpft Mark weiterhin mit dem Verrat seines Vaters, während er seinen Pflichten als Invincible nachkommt. Cecil ernennt den wiederbelebten Unsterblichen zum Nachfolger von Rudy als Anführer der Wächter und fügt ihren Reihen einen neuen Helden namens Bulletproof hinzu. Die Maulers entkommen dem Gefängnis mit Hilfe ihrer Version von Angstrom, der sie damit beauftragt, ein Gerät zu bauen, das in der Lage ist, die Erinnerungen verschiedener alternativer Universumsvarianten seiner selbst auf ihn zu übertragen, damit er ihr kollektives Wissen nutzen kann, um die Technologie der Erde voranzutreiben und andere Planeten zu retten. Cecil schickt Mark, um die Maulers zu stoppen, als sie mit dem Prozess beginnen, und zwingt Angstrom, seine multiversalen Kräfte zu nutzen, um Varianten der Maulers zu beschwören, die Mark gegen seinen Willen beinahe töten würden. Angstrom bricht die Übertragung vorzeitig ab und verursacht eine Explosion, die Mauler, Mark und ein schrecklich vernarbter Angstrom überleben. Durch die Erinnerungen seiner Varianten an ihre Versionen von Invincible und Omni-Man in den Wahnsinn getrieben, schwört Angstrom Rache an Mark und entkommt.                                                                         |           |                                                                  |                                                   |                      |                                                |                |                |
| 11 | 2         | In etwa sechs Stunden verliere ich meine Unschuld an einen Fisch | In About Six Hours, I Lose My Virginity to a Fish | 10. Nov. 2023        | 10. Nov. 2023                                  | Ian Abando     | Matt Lambert   |
| Während seines Abschlusses besiegt Mark Doc Seismic und seine Magmaniten. Im Laufe des Sommers wächst die Spannung zwischen ihm und Debbie, als ihr klar wird, dass er nur seine Arbeit als Invincible fortsetzt und für Cecil arbeitet, um Nolans Erbe zu vermeiden. Sie konfrontiert Cecil, erfährt dabei, dass Donald lebt, und bricht später zusammen, weil sie ständig an Nolan erinnert wird. Nachdem sie ein unbebautes Grundstück in einen Park umgewandelt hat, streitet Eve mit ihrem Vater, weil sie glaubt, dass er nicht akzeptieren kann, dass sie mit ihren Kräften helfen kann. Der Park stürzte jedoch ein, weil er auf instabilem Boden errichtet wurde, obwohl es keine Verluste gab. Der blinde Marsianer, der den Platz des Astronauten Rus Livingston eingenommen hatte, lässt sich vom ursprünglichen Guardian-Mitglied Martian Man dazu inspirieren, der Superheld Shapesmith zu werden und sich den aktuellen Guardians anzuschließen. Nachdem er Darkwing II begegnet und besiegt hat, beauftragt Cecil Mark, die Atlanter für den Tod des ursprünglichen Wächtermitglieds Aquarus zu besänftigen. Inmitten einer Kampfprobe kämpft Mark gegen einen Kaiju, wird jedoch durch dessen Brüllen verletzt. Dennoch rettet er die Atlantier gegen Cecils Befehl davor. Angstrom reist zu einer anderen Erde, wo Mark von der GDA gefangen genommen wurde, um Informationen darüber zu erhalten, wie er seine eigene Erde besiegen kann.                           |           |                                                                  |                                                   |                      |                                                |                |                |
| 12 | 3         | Allen, der Außerirdische                                         | This Missive, This Machination!                   | 17. Nov. 2023        | 17. Nov. 2023                                  | Tanner Johnson | Adria Lang     |
| In Rückblenden wurde Allens Heimatwelt Unopa von den Viltrumiten angegriffen, was dazu führte, dass sich sein Volk der Koalition anschloss, um sie aufzuhalten, und ihn zum stärksten Unopan heranzüchtete. In der Gegenwart bespricht Allen seine Erkenntnisse von der Erde mit der Koalition und erklärt, dass Mark nicht mit Viltrum verbunden ist und Nolan die Erde verlassen hat. Trotz der Skepsis mehrerer Mitglieder unterstützt Koalitionsführer Thaedus Allen und glaubt, dass sie einen Vorteil haben, bevor er ihn heimlich damit beauftragt, einen Viltrumiten-Maulwurf in ihren Reihen aufzuspüren. Als Allen jedoch von drei Viltrumiten angegriffen wird, die Informationen über Mark, die Erde und Nolan verlangen, beendet Thaedus heimlich seine Lebenserhaltung. Gleichzeitig besucht Mark das College und trifft auf einen gestaltwandelnden insektoiden Außerirdischen vom Planeten Thraxa, der behauptet, sein Volk sei in Gefahr. Bei seiner Ankunft trifft Mark unerwartet auf Nolan, der zum Herrscher von Thraxa geworden ist. Debbie schließt sich einer Selbsthilfegruppe für Superhelden-Ehepartner an, wird jedoch vom Witwer des ursprünglichen Guardian-Mitglieds Green Ghost, Theo, angesprochen, weil er zuvor mit Omni-Man verheiratet war, und geht beschämt. |           |                                                                  |                                                   |                      |                                                |                |                |
| 13 | 4         | Es ist eine Weile Her                                            | It’s been a while                                 | 24. Nov. 2023        | 24. Nov. 2023                                  | Jason Zurek    | Helen Leigh    |
| In Rückblenden flog Nolan ziellos durch den Weltraum, nachdem er die Erde verlassen hatte. Während er über Selbstmord an einem Schwarzen Loch nachdachte, rettete er stattdessen ein thraxanisches Schiff, das hineingezogen wurde, und wurde zu ihrem Herrscher ernannt. In der Gegenwart wird Marks anhaltende Wut auf Nolan noch schlimmer, als er von Nolans neuer Frau Andressa und ihrem gemeinsamen Kind erfährt. Nolan versteht die Gefühle seines Sohnes und bittet ihn dennoch um Hilfe beim Schutz von Thraxa, doch drei viltrumitische Soldaten treffen ein. Als er Andressa und ihren Sohn in Sicherheit bringt, erfährt Mark von ihr, dass Nolan seine Taten wirklich bereut hat und ihn liebt. Die Graysons besiegen die Soldaten, werden jedoch schwer verwundet. Anschließend wird Nolan gefangen genommen und zur Hinrichtung nach Viltrum zurückgebracht, während Kregg, ein hochrangiger General der Viltrumiten, Mark mit Nolans ursprünglicher Mission beauftragt, die Erde auf ihre Invasion vorzubereiten, sonst zerstören sie sie. Unterdessen akzeptiert Debbie, dass ihre Beziehung zu Nolan eine Lüge war, akzeptiert seine Einnahmen durch Cecil nicht mehr und wirft seine Bücher weg. An anderer Stelle entdeckt Donald Beweise für seinen Tod. Da er den Verdacht hat, dass er kein Mensch sein könnte, sticht er sich testweise in den Unterarm. Zunächst erleichtert, als er rotes Blut sah, bemerkt er dann, dass er die Messerspitze verbogen hat. |           |                                                                  |                                                   |                      |                                                |                |                |
| 14 | 5         | Das muss ein Schock für dich sein                                | This Must Come as a Shock                         | 14. März 2024        | 14. März 2024                                  | Haylee Herrick | Helen Leigh    |
| Nach dem Angriff der Viltrumiten hilft Mark zwei Monate lang Thraxa beim Wiederaufbau, bevor er mit seinem Bruder zur Erde zurückkehrt. Beim GDA stellt Donald Cecil wegen seiner Leiche zur Rede. Cecil verrät, dass er Donalds Gehirn erfolgreich geborgen und in ein Roboter-Endoskelett eingesetzt hat. Die Wächter entdecken ein Marsschiff auf dem Weg zur Erde, was Shapesmith dazu veranlasst, seine Identität und die bevorstehende Sequid-Invasion preiszugeben. Nachdem Eve sich mit Rex‘ Ermutigung wieder zum Heldentum bekannt hat, rekrutiert Cecil sie und Mark, um gemeinsam mit den meisten Wächtern die Invasion zu vereiteln, doch sie sind überwältigt. Gleichzeitig konfrontieren die verbleibenden Guardians-Mitglieder Rex, Dupli-Kate und Shrinking Rae die Lizard League, nachdem sie eine Militärbasis erobert haben, um deren Atomraketen freizukaufen. Dies führt zu Kates offensichtlichem Tod, Rae wird verschlungen und Rex verliert eine Hand und wird mit vorgehaltener Waffe festgehalten von King Lizard. Im Nachspann erholt sich Allen von seinen Verletzungen, obwohl Thaedus seine Lebenserhaltung beendet hat, und ist so stark wie ein Viltrumit geworden. Thaedus enthüllt, dass er ein Viltrumit-Rebell ist und beauftragt Allen, Mark zu rekrutieren, um die Koalition gegen das Viltrumit-Reich zu unterstützen. |           |                                                                  |                                                   |                      |                                                |                |                |
| 15 | 6         | Es ist nicht so einfach                                          | It's Not That Simple                              | 21. März 2024        | 21. März 2024                                  | Vivian Lee     | Sol Choi       |
| Rex überlebt den Schuss und besiegt König Lizard, bevor er und Rae geborgen und wegen ihrer Verletzungen behandelt werden. Die Wächter entkommen den Sequids nur knapp und retten die echte Rus. Debbie beschließt, Marks Halbbruder großzuziehen und nennt ihn Oliver. Trotz ihres Misstrauens gegenüber Cecil akzeptiert sie ein Kindermädchen, das er eingestellt hat, um sich um ihn zu kümmern. Rick erholt sich von seinem Leben als Reaniman, bleibt aber von der Tortur traumatisiert. Die Beziehung zwischen Mark und Amber wird angespannt, als beiden klar wird, welchen Tribut Marks Arbeit als Invincible für ihr Leben gefordert hat. Eves Gefühle für Mark beginnen wieder aufzutauchen. Während Amber mit Eve spricht, spricht Mark mit Rosenbaum, der verrät, dass Nolan zuvor mehrere erfolglose Science-Fiction-Romane geschrieben hat, von denen Mark erfährt, dass sie möglicherweise die Schwächen von Viltrumites offenbaren. Er gibt die Informationen an Allen weiter, der ihm von Thaedus und der Haltung der Koalition gegen Viltrum erzählt. Rus kehrt nach Hause zurück, wird jedoch von einem in ihm verborgenen Sequid angegriffen und wieder in Besitz genommen. Ein geheilter und eingesperrter Nolan wird von General Kregg wegen seiner Loyalität gegenüber der Erde verhört. Angstrom kehrt zu seiner Heimat Erde zurück. |           |                                                                  |                                                   |                      |                                                |                |                |
| 16 | 7         | Ich gehe nirgendwohin                                            | I'm Not Going Anywhere                            | 28. März 2024        | 28. März 2024                                  | Simon Racioppa | Ian Abando     |
| Mark und Amber besuchen eine Comic-Convention, aber er geht, um Rex zu helfen. Nachdem Cecil den Unsterblichen vorübergehend beurlaubt hat, kehrt Rudy als Anführer der Wächter zurück. Donald erfährt, dass er mehrfach gestorben ist und dass das Original angeordnet hat, die Erinnerungen zu löschen. Dennoch überwindet er später das Trauma und bringt Rick davon ab, Selbstmord zu begehen. Während eines Dates wird Mark mit der Viltrumiten Anissa konfrontiert, die ihn daran zu erinnern versucht, die Erde dem Viltrumitenreich beizutreten. Als Mark plötzlich aufbricht, um ein Kreuzfahrtschiff vor einem Kaiju zu retten, gesellt sich Anissa zu ihm und tötet es mühelos, wodurch die Passagiere gerettet werden. Obwohl Anissa die Schwäche der Erde beweist, gelingt es ihr nicht, Mark davon zu überzeugen, seine Mission zu erfüllen, und schlägt ihn heftig, bevor sie ihn schließlich verschont und sich auf den Weg macht, um Kregg Bericht zu erstatten. Inmitten dessen konfrontieren die Viltrumiten einen vorbeikommenden Allen, der eine Niederlage vortäuscht und sich gefangen nehmen lässt. Nach der Trennung von Amber wird Mark von Angstrom gerufen, der Debbie und Oliver als Geiseln genommen hat. |           |                                                                  |                                                   |                      |                                                |                |                |
| 17 | 8         | Ich dachte, du wärst stärker                                     | I Thought You Were Stronger                       | 4. Apr. 2024         | 4. Apr. 2024                                   | Tanner Johnson | Robert Kirkman |
| Mark kehrt nach Hause zurück, um Angstrom zur Rede zu stellen, während er Debbie und Oliver bedroht. Angstrom revanchiert sich, indem er Mark durch das Multiversum schickt, um ihn zu schwächen. Debbie versucht Angstrom davon zu überzeugen, Mark gehen zu lassen, aber er weigert sich, ermutigt durch die Erinnerungen an seine Varianten und die mörderischen Taten ihrer Marks. Debbie greift Angstrom an, der ihr den Arm bricht und sie schlägt. Mark kehrt zurück und kämpft wütend über die Verletzungen seiner Mutter in mehreren Dimensionen gegen Angstrom, bevor er ihn zu Tode schlägt und in einer trostlosen Dimension strandet. Bestürzt über seine Taten wird Mark schließlich von einer zukünftigen Inkarnation der Wächter aus seiner eigenen Dimension gefunden und nach Hause geschickt. Bevor Mark geht, gesteht ihm die zukünftige Eva ihre Gefühle. Der Unsterbliche entdeckt, dass die ursprüngliche Kate lebt und sich versteckt, und vereint sich wieder mit ihr, während zwei Archäologen das Grab von Ka-Hor freilegen. Auf Drängen ihres zukünftigen Ichs trifft sich Mark mit Eve, ist jedoch nicht in der Lage, seine gegenseitigen Gefühle für sie zuzugeben. Allen wird in ein Viltrumite-Gefängnis gebracht, in dem Nolan festgehalten wird, und schlägt vor, sich dem Kampf gegen sie anzuschließen. Nolan offenbart seine Schuld für seine Taten und gibt zu, dass er seine Frau vermisst.                                                     |           |                                                                  |                                                   |                      |                                                |                |                |

### Staffel 3
Die dritte Staffel wird seit dem 6. Februar 2025 ausgestrahlt: am Starttag wurden die ersten drei Folgen gesendet und die weiteren fünf Folgen erschienen vom 13. Februar bis 13. März 2025 wöchentlich.
| Nr. (ges.) | Nr. (St.) | Deutscher Titel                                     | Originaltitel                   | Erstveröffentlichung | Deutschsprachige Erstveröffentlichung (D/A/CH) | Regie          | Drehbuch                        |
| ---------- | --------- | --------------------------------------------------- | ------------------------------- | -------------------- | ---------------------------------------------- | -------------- | ------------------------------- |
| 18         | 1         | Jetzt lachst du nicht mehr!                         | You’re Not Laughing Now         | 6. Feb. 2025         | 6. Feb. 2025                                   | Jason Zurek    | Simon Racioppa                  |
| 19         | 2         | Ein Pakt mit dem Teufel                             | A Deal With The Devil           | 6. Feb. 2025         | 6. Feb. 2025                                   | Haylee Herrick | Helen Leigh                     |
| 20         | 3         | Du willst ein richtiges Kostüm, stimmt’s?           | You Want A Real Costume, Right? | 6. Feb. 2025         | 6. Feb. 2025                                   | Sol Choi       | Jay Faerber                     |
| 21         | 4         | Du warst mein Held                                  | You Were My Hero                | 13. Feb. 2025        | 13. Feb. 2025                                  | Ian Abando     | Tania Lotia                     |
| 22         | 5         | Das sollte einfach sein                             | This Was Supposed To Be Easy    | 20. Feb. 2025        | 20. Feb. 2025                                  | Tanner Johnson | Helen Shang                     |
| 23         | 6         | Ich kann nur sagen, dass es mir Leid tut            | All I Can Say Is I’m Sorry      | 27. Feb. 2025        | 27. Feb. 2025                                  | Jason Zurek    | Ross Stracke und Simon Racioppa |
| 24         | 7         | Was habe ich nur getan?                             | What Have I Done?               | 6. März 2025         | 6. März 2025                                   | Haylee Herrick | Robert Kirkman                  |
| 25         | 8         | Ich dachte schon, Du würdest nie die Klappe halten! | I Thought You’d Never Shut Up   | 13. März 2025        | 13. März 2025                                  | Sol Choi       | Robert Kirkman                  |